# Eumenes relata
Eumenes relata är en stekelart som beskrevs av Dover 1925. Eumenes relata ingår i släktet krukmakargetingar, och familjen Eumenidae. Inga underarter finns listade i Catalogue of Life.